# Патлай Інокентій Якимович
Інокентій Якимович Патлай (9 грудня 1905, селище Кокуй, тепер Стрітенського району Забайкальського краю, Російська Федерація — 13 липня 1989, місто Москва, тепер Російська Федерація) — радянський державний діяч, 1-й секретар Єврейського обкому КПРС. Депутат Верховної Ради СРСР 5-го скликання.

## Життєпис
Народився в селянській родині. З 1924 року працював діловодом, секретарем виконавчого комітету районної ради.
Член ВКП(б) з 1930 року.
З 1937 року — директор, начальник політичного відділу машинно-тракторної станції (МТС).
У 1943—1945 роках — 1-й секретар Совєтського районного комітету ВКП(б) Амурської області.
У 1945—1947 роках — 2-й секретар Амурського обласного комітету ВКП(б).
У 1947—1948 роках — голова президії Хабаровського крайової Спілки споживчих товариств.
У 1948—1950 роках — заступник голови виконавчого комітету Хабаровської крайової ради депутатів трудящих.
У 1950—1953 роках — слухач Вищої партійної школи при ЦК ВКП(б) у Москві.
У 1953—1954 роках — інструктор відділу партійних, профспілкових та комсомольських органів Хабаровського крайового комітету КПРС.
У 1954—1957 роках — 1-й заступник голови виконавчого комітету Хабаровської крайової ради депутатів трудящих.
У липні 1957 — 10 березня 1959 року — 1-й секретар Єврейського обласного комітету КПРС.
З 1959 року — заступник начальника Управління рибної та харчової промисловості Ради народного господарства Хабаровського економічного адміністративного району.
Подальша доля невідома.
Помер у Москві 13 липня 1989 року.